# Germersheim
Germersheim là một thị xã ở bang Rheinland-Pfalz, dân số cuối năm 2006 là 20.906 người. Germersheim là thủ phủ của huyện Germersheim. Thị xã này giáp các thành phố Speyer, Landau, Philippsburg, Karlsruhe và Wörth.